# Catocala coniuncta
Catocala coniuncta is een vlinder uit de familie van de spinneruilen (Erebidae). De wetenschappelijke naam van de soort werd in 1786 gepubliceerd door Eugen Johann Christoph Esper.
Deze vlinder komt voor in Europa.